# Guillaume Delisle
Guillaume Delisle (Pariz, 28. veljače 1675. − Pariz, 25. siječnja 1726.), francuski kartograf i zemljopisac koji je djelovao u Parizu početkom 18. stoljeća.
Potjecao je iz ugledne znanstvene obitelji: njegov brat Joseph-Nicolas bio je astronom, a otac Claude povjesničar i zemljopisac. Osnove kartografije stekao je kod oca, dok ga je astronomiji podučavao J.-D. Cassini. G. Delisle smatra se jednim od osnivača matematički utemeljene kartografije i jednim od najutjecajnijih kartografa − godine 1702. postao je članom Kraljevske akademije znanosti, a šesnaest godina kasnije i glavni zemljopisac na fracuskom kraljevskom dvoru.

## Opus
- L'Amérique Septentrionale dressée sur les observations (1700.)
- Carte du Canada ou de la Nouvelle France et des decouvertes qui y ont été faites (1703.)
- Partie Meridionale de la Souabe (1704.)
- Partie Septentrionale de la Souabe (1704.)
- Carte des Indes et de la Chine dressée sur plusieurs relations particulieres rectifiées par quelques observations (1705.)
- Carte de Moscovie (1706.)
- Carte de la Barbarie, de la Nigritie et de la Guinée (1707.)
- Carte de l'Egypte, de la Nubie, de l'Abissinie (1707.)
- Carte du Congo et du Pays des Cafres (1708.)
- Carte du Royaume de Danemarc (1710.)
- Hemisphere meridional pour voir plus distinctement les Terres Australes (1714.)
- Hemisphere Septentrional pour voir plus distinctement les Terres Arctiques (1714.)
- Orbis veteribus noti tabula nova (1714.)
- Orbis Romani descriptio seu divisio per themata sub Imperatoribus Constantinopolitanis post Heraclii tempora facta (1715.)
- Insulæ et regni Siciliæ novissima tabula  (1717.)
- Carte de la Louisiane et du cours du Mississippi (1718.)
- Carte particulière d'Anjou et de Touraine ou de la partie méridionale de la Généralité de Tours (1720.)
- Traité du cours des fleuves (1720.)
- Carte de l'Afrique Françoise ou du Sénégal dressée (1722.)
- Carte d'Amérique dressée pour l'usage du roy (1722.)
- Atlas nouveau, contenant toutes les parties du monde (postumno 1730.)

## Poveznice
- Povijest kartografije